# Rugby a 15 nel 1997

## Eventi principali
- Nel 1997 la nazionale italiana raggiunge livelli di assoluta eccellenza, superando l'Irlanda e la Francia (nella finale della Coppa FIRA); in seguito a tali exploit presenterà domanda di ammissione nell'allora Torneo delle Cinque Nazioni.
- Ad inizio anno la Francia allenata da Jean-Claude Skrela e Pierre Villepreux si aggiudica il Cinque Nazioni, centrando un Grande Slam, grazie ad una sofferta vittoria (23-20) a Twickenham contro l'Inghilterra che si consola aggiudicandosi la Triple Crown grazie a tre agevoli successi contro le altre squadre britanniche.
- Dominio francese evidente anche nelle coppe europee dove Brive domina in Heineken Cup e Borguoin nel Challenge Cup.
- Il Tri Nations va ancora alla Nuova Zelanda che domina la scena mondiale, come spesso accade tra una coppa del mondo e l'altra.
- I British and Irish Lions conquistano la serie contro il Sudafrica, mentre l'Argentina alterna grandi sconfitte (come con la Nuova Zelanda) a vittorie storiche (come con l'Australia), oltre, naturalmente, alla vittoria nel Campionato Sudamericano.
- In autunno, la Nuova Zelanda sbarca in Gran Bretagna dove solo l'Inghilterra riesce a fermarla sul pareggio in uno dei due test. L'en-plein di successi riesce invece al Sudafrica che supera Italia, Francia (due volte) Inghilterra e Scozia in una serie di 18 successi consecutivi che si concluderà nel 1997.
- Proseguono le qualificazioni alla Coppa del Mondo di rugby 1999 che termineranno nella primavera del 1999.

## Cronologia degli eventi
- 4 gennaio - l'anno inizia con la grande sorpresa: l'Italia di George Costes espugna il Lansdowne Road superando l'Irlanda, in un match che gli Irlandesi avevano organizzato come preparazione al "Cinque Nazioni"[1]. La sconfitta avrà una tale eco per gli irlandesi da costringere il C.T. Murray Kidd alle dimissioni[2]. Nello stesso periodo gli Stati Uniti si recano in Galles per una serie di match. Un tour disturbato dal maltempo che si chiude con il test match con il Galles, vinto dai padroni di casa.

- 15 marzo - La Francia, allenata da Pierre Villepreux e Jean-Claude Skrela, supera la Scozia e si aggiudica il Cinque Nazioni 1997, conquistando anche il "grande slam"
- 23 marzo - a soli otto giorni dal trionfo di Parigi, la Francia viene battuta per la prima volta dall'Italia, che si aggiudica la Coppa FIRA 1995-1997.
- 11 maggio - battendo il Portogallo, la Spagna si aggiudica il Torneo FIRA 1996-1997, torneo in edizione minore per l'assenza di Italia, Francia e Romania
- maggio-luglio - il tradizionale periodo di tour nell'emisfero sud o nelle Americhe da parte delle nazionali europee vede la scena dominata dal tour dei British and Irish Lions

- Lions - I Lions visitano il Sudafrica. È il primo tour dei Lions dalla fine dell'apartheid, 17 anni dopo il contestato tour del 1980. I Lions si aggiudicano la serie contro gli "Springboks" con due successi su tre.
- Tour dell'Inghilterra - È un tour in due tempi, con una serie di match in Argentina, senza i giocatori impegnati con i "Lions". Una vittoria ed una sconfitta contro i "Pumas". Terminato il tour dei Lions, alcuni giocatori si aggregano alla nazionale inglese, che affronta l'Australia a Sydney. La sconfitta per 15-6 costa il posto a Jack Rowell e apre l'epoca di Clive Woodward
- Irlanda e Scozia - Queste nazionali inviano anch'esse delle squadre sperimentali, rispettivamente in Nuova Zelanda e Sudafrica.
- Galles - Invia la propria nazionale (anch'essa senza i "Lions") in tour in Nord America, dove ottiene facili successi con Canada e Stati Uniti
- L'Argentina invia una squadra rinnovata in tour in Nuova Zelanda. Subisce due pesanti sconfitte. Un pessimo tour con una sola vittoria (contro la modesta squadra di Nelson Bays).
- Dopo un match vinto con la Romania, la Francia invia la propria nazionale in tour in Australia. Subisce due sconfitte, tutto sommato onorevoli.
- 14 giugno - Ucraina, Croazia e Andorra si aggiudicano i tre gironi della prima fase delle qualificazioni europee ai mondiali 1999 e avanzano al secondo turno.
- 29 giugno - Il Canada, battendo nell'ultimo match a San Francisco gli Stati Uniti, si aggiudica il "Pacific Rim", giunto alla sua seconda edizione.
- giugno - luglio: Figi e Tonga eliminano le Isole Cook e si qualificano al girone finale delle qualificazioni oceaniche alla Coppa del mondo 1999, che si svolgerà nel 1998 con la partecipazione anche di Australia (paese ospitante) e Samoa.
- Il match tra Figi e Tonga è valido anche per il Triangolare del Sud Pacifico, che viene però vinto da Samoa.
- 23 agosto: la Nuova Zelanda, con tre successi in tre match sui Wallabies, conserva la Bledisloe Cup. Si aggiudica inoltre la seconda edizione del Tri Nations con 4 successi in 4 match.
- 20 settembre: la Tunisia si aggiudica i preliminari delle qualificazioni africane ai mondiali 1999 e avanza al terzo turno.
- settembre-ottobre - L'Argentina, pur schierando una formazione sperimentale ("desarollo"), conserva il titolo sudamericano. Questa edizione del campionato sudamericano si disputa con una formula inconsueta. In pratica le nazionali di Cile, Paraguay e Uruguay "sfidano" l'Argentina detentrice, sulla falsariga del Ranfurly Shield neozelandese. Una formula che non sarà mai ripetuta.
- 18 ottobre - il Cile si aggiudica il primo turno delle qualificazioni americane alla Coppa del mondo 1999 e avanza ai turni successivi.
- 26 ottobre - La Francia conquista la seconda ed ultima edizione della Coppa Latina.
- novembre-dicembre, L'Autumn international, ossia la serie di match delle squadre extraeuropee in tour di fine stagione nell'emisfero nord, vede come clou i tour delle tre nazionali del Tri Nations.

- Australia - Invia la squadra in tour in Argentina, Scozia ed Inghilterra. Un tour controverso, che vede una vittoria ed un pareggio con i "Pumas", un pareggio con l'Inghilterra ed una vittoria finale con gli Scozzesi.
- Sudafrica - Assai più trionfale il tour degli Springboks che superano Francia (due volte), Inghilterra e Scozia.
- Nuova Zelanda - Solo un pareggio con l'Inghilterra impedisce agli All Blacks il pieno di successi nel tour in Gran Bretagna che li vede superare Inghilterra (nel primo match), Irlanda e Galles.
- 13 dicembre - Trinidad e Tobago si aggiudica il Campionato dei Caraibi di rugby a 15
- 20 dicembre - l'anno finisce come era cominciato: l'Italia di George Coste supera ancora l'Irlanda, questa volta a Bologna

## Riepilogo tornei

### Qualificazioni Mondiali
Proseguono lungo tutto l'anno le qualificazioni mondiali, iniziate nel 1996 e terminate nella primavera del 1999.
- nella zona Americana Bermuda Si aggiudica il girone del preliminare, quindi il Cile supera Trinidad e Bermuda (vincitrici dei preliminari).
- nella zona Asiatica Sri Lanka supera Thailandia e Singapore e si qualifica al secondo turno.
- nella zona Oceania, le Isole Cook superano Papua-Nuova Guinea e Tahiti e passano al secondo turno della zona Oceania. A giugno, si disputa anche il secondo turno della zona Oceania. Figi e Tonga chiudono al primo e secondo posto il secondo round e passano al turno finale della Zona.
- nella zona Europea, a giugno, si chiude il primo turno delle qualificazioni europea: si qualificano al secondo turno le tre vincenti dei gironi (Ucraina, Croazia, Andorra). Ad ottobre, iniziano i gironi europei della seconda fase. Vedono impegnate 15 squadre tra cui Italia e Romania.
- nella Zona Africana : nel preliminare, la selezione del Golfo Arabo, supera Zambia e Botswana e si qualifica al turno successivo, nel quale la Tunisia elimina Golfo e Kenya

## I Barbarians
Il nuovo corso del rugby professionistico sembra mettere in crisi questo club ad inviti: la tournée di Pasqua è sostituita da due match in tardo inverno.
Ma il match di Leicester spazza via i dubbi: esiste ancora lo spazio per una selezione come quella dei Barbarians, sia dal punto di vista tecnico, sia da quello dell'interesse del pubblico (14.000 spettatori al Welford Road)
| Leicester 25 febbraio 1997 | Leicester Tigers | 22 – 38 | Barbarians | Welford Road |

| Northampton 5 marzo 1997 | East Midlands | 38 – 72 | Barbarians |  |

Si inaugura infine la tradizione del match con i Combined Services (in pratica la nazionale militare britannica) nel giorno del Memorial Day.
| Portsmouth 11 novembre 1997 | Combined Services | 33 – 40 | Barbarians | Burnaby Road |

## La Nazionale italiana: prima vittoria contro la Francia
Il 1997 segna il massimo risultato fino ad allora conseguito dalla Nazionale italiana e di Georges Coste.
Finalmente i successi diventano definitivi e clamorosi.

## Tornei Internazionali per club
|  | Super 12        | Auckland Blues |
|  | Heineken Cup    | Brive          |
|  | European Shield | Burgoin        |

## Tornei nazionali
- Africa:

| Sudafrica | Currie Cup        | Western Province        |
|           | Vodacom Cup       | Western Province        |
|           | Club Championship | Stellenbosch University |

- Americhe:

| Argentina   | Argentino              | Cordoba                |
|             | Camp. di Buenos Aires  | San Isidro             |
|             | Nacional de Clubes     | Jockey Club de Rosario |
| Brasile     | Campionato             | Rio Branco (SP)        |
| Canada      | Campionato Provinciale | British Columbia       |
| Stati Uniti | Superleague            | Aspen                  |
|             | Campionato             | Aspen                  |

- Asia:

| Giappone | Campionato | Toshiba Fushu |

- Europa:

| Irlanda     | All Ireland league       | Shannon           |
| Irlanda     | Interprovinciale         | Munster           |
| Galles      | Campionato               | Pontypridd RFC    |
|             | WRU Challenge Cup        | Cardiff RFC       |
| Inghilterra | Coppa                    | Leicester Tigers  |
| Inghilterra | Campionato delle Contee  | Cumbria           |
|             | Campionato               | London Wasps      |
| Francia     | Camopionato              | Stade Toulousain  |
|             | Challenge du Manoir      | Pau               |
| Italia      | Coppa                    | Benetton Treviso  |
|             | Campionato               | Benetton Treviso  |
| Scozia      | Campionato dei distretti | Edimburgo         |
|             | Campionato dei distretti | Melrose           |
|             | Campionato               | Melrose           |
| Georgia     | Campionato               | Qochebi           |
| Portogallo  | Campionato               | Academica Coimbra |
|             | Coppa                    | Academica Coimbra |
| Romania     | Campionato               | Farul Costanza    |
| Russia      | Campionato               | Krasny Yar        |
| Spagna      | Spagna (Copa del Rey)    | Getxo             |
|             | Campionato               | Santboiana        |

- Oceania:

| Nuovo Galles del Sud | Shute Shield                     | Manly                    |
| Queensland           | Premier Rugby                    | Easts                    |
| Australia            | Campionato per Club              | Randwick                 |
|                      | Interstate                       | New South Wales Waratahs |
| Nuova Zelanda        | National Provincial Championship | Canterbury               |